# Stefan Machel
Stefan Machel (ur. 12 lutego 1960 w Opolu) – polski muzyk, gitarzysta i basista, kompozytor, aranżer i producent muzyczny.
Współautor znaczącej części repertuaru TSA. W wolnych chwilach gitarzysta w formacjach Blues Power, Band Bong Blues i Giganci Gitary. Członek zwyczajny ZAiKS. Członek SAWP. Członek Akademii Fonograficznej ZPAV. Autor muzyki filmowej i opracowania musicalu Jesus Christ Superstar na potrzeby spektaklu Teatru Muzycznego w Gdyni. W 2013 roku zagrał gościnnie na trasie koncertowej projektu Proletaryat Akustycznie.

## Dyskografia z TSA

### Albumy
- 1982 Live (Tonpress SXT 11) LP
- 1983 TSA (Polton PLP 002) LP
- 1984 Spunk! (Mega Records Ton LP 2) LP (wydany w Wielkiej Brytanii)
- 1984 Heavy Metal World (Polton LPP 009) LP
- 1985 Heavy Metal World (ang.) (Mausoleum Skull 8394) LP (wydany w UE i w USA)
- 1988 Rock'n'Roll (Tonpress SXT 96) LP
- 2004 Proceder (Metal Mind Records MMP DG 0239) CD

### Składanki i wydania specjalne
- 1997 The Best Of TSA (WEA/Warner Music Poland 0630-19248-2) CD
- 2004 1981 (płyta zawiera znalezione taśmy z nagraniami z 1981 roku) (Metal Mind Records MMP DG 0286) CD
- 2006 TSA BOX limitowane wydawnictwo zawierające zestaw wszystkich reedycji CD plus DVD Metal Mind Records

### Film
- 1982 Koncert muzyka w filmie dokumentalnym Michała Tarkowskiego
- 1983 Akademia pana Kleksa piosenka: „Marsz wilków”
- 1985 Kronika wypadków miłosnych fragment utworu: „Heavy Metal World”
- 1988 Dziewczynka z hotelu Excelsior utwory: „Ty on ja”, „Maratończyk”, „Koszmarny sen”
- 2011 Przerwany sen muzyka do filmu dokumentalnego w reżyserii Grzegorza Milko o polskim żużlowcu Krzysztofie Cegielskim wielokrotnym reprezentancie kraju, którego kariera została przerwana wypadkiem na torze w 2003 roku

### Teatr
- 1997 Jesus Christ Superstar – Teatr Muzyczny w Gdyni – opracowanie muzyczne

### Instrumentarium
Stefan Machel podczas występów z TSA grał na takich gitarach jak: SG Jakubiszyn model, Gibson SG czy Marlin S.M. model. Od 1999 roku gra na gitarach Gibson Les Paul Standard, Gibson The Paul, Gibson J-45 oraz Taylor 414CE.
Obecnie Stefan Machel najczęściej używa gitar Gibson SG Supreme 2005 Transparent Emerald Burst.
Stosował następujące wzmacniacze gitarowe Marshall 1987 50W, Marshall 2203 100 W, Marshall Super Lead 100 W.
W 2016 roku Stefan Machel nawiązał współpracę z firmą produkującą wzmacniacze Evolution Amps. Używa zestawu dwu wzmacniaczy Amber 40 pracujących w konfiguracji bi-amping.